# T·J·考克斯
特伦斯·约翰·考克斯（英語：Terrance John Cox，1963年7月18日—）为美国民主党籍政治人物，于2019年至2021年间在加利福尼亚州第十一国会选区担任联邦众议员。考克斯在2018年的选举中成功击败了现任共和党籍议员大卫·瓦拉道，但在2020年的选举中又被瓦拉道击败。
2022年8月，考克斯因15项电信诈骗罪、11项洗钱罪、一项金融机构欺诈罪和一项竞选捐款欺诈罪被联邦调查局逮捕。

## 早年生活及职业生涯
T·J·考克斯生于美国加利福尼亚州核桃溪，其父是从中国至美国的化学工程教授，其母则来自菲律宾。他于1986年在内华达大学雷诺分校获得了化学工程学士学位，后于南方卫理公会大学获得了工商管理硕士学位。他开设了两家主营坚果加工业务的公司，此外还开设了一家致力于社区发展的企业。